# Pedioplanis laticeps
Pedioplanis laticeps là một loài thằn lằn trong họ Lacertidae. Loài này được Smith mô tả khoa học đầu tiên năm 1849.